# Monsempron-Libos
Monsempron-Libos is een gemeente in het Franse departement Lot-et-Garonne (regio Nouvelle-Aquitaine). De plaats maakt deel uit van het arrondissement Villeneuve-sur-Lot. Monsempron-Libos telde op 1 januari 2022 2.104 inwoners.

## Geografie
De oppervlakte van Monsempron-Libos bedroeg op 1 januari 2022 9,05 vierkante kilometer; de bevolkingsdichtheid was toen 232,5 inwoners per km².

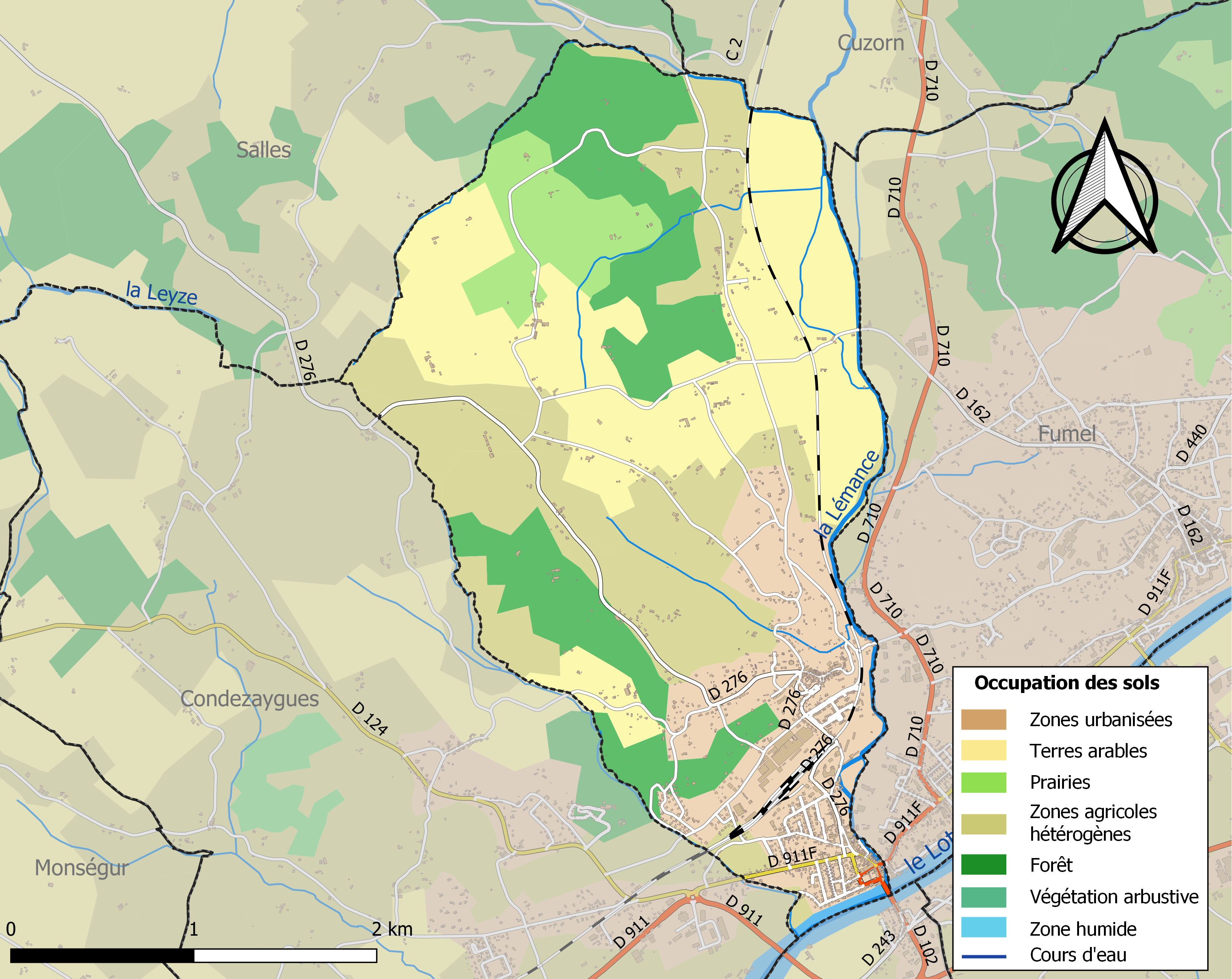
Kaart van de gemeente met de belangrijkste infrastructuur, bodemgebruik en omliggende gemeenten

## Verkeer en vervoer
In de gemeente ligt spoorwegstation Monsempron-Libos.

## Demografie
Onderstaande figuur toont het verloop van het inwonertal (bron: INSEE-tellingen).